# Antoine Auguste Barthélémy
Pour les articles homonymes, voir Barthélemy.
Antoine Auguste Barthélémy est un homme politique français né le 18 avril 1802 à Paris et mort le 27 août 1886 à Bailleau-l'Évêque (Eure-et-Loir).

## Biographie
Imprimeur sous la Restauration, il s'installe en Eure-et-Loir en 1829. Maire de Bailleau-l'Évêque en 1830, conseiller général du canton de Chartres-Nord de 1847 à 1852, il est un opposant à la Monarchie de Juillet.
Commissaire du gouvernement en Eure-et-Loir en février 1848, il est député d'Eure-et-Loir de 1848 à 1851, siégeant avec le parti du général Cavaignac puis à gauche. Il est candidat d'opposition sous le Second Empire.

## Sources
- « Antoine Auguste Barthélémy », dans Adolphe Robert et Gaston Cougny, Dictionnaire des parlementaires français, Edgar Bourloton, 1889-1891 [détail de l’édition]